# Neritilia margaritae
Neritilia margaritae is een slakkensoort uit de familie van de Neritiliidae. De wetenschappelijke naam van de soort is voor het eerst geldig gepubliceerd in 2010 door Pérez-Dionis, Espinosa & Ortea.